# Ordem do Mérito Naval (Rússia)
A Ordem do Mérito Naval (em russo: О́рден «За морски́е заслу́ги»; tr. Orden "Za morskie zaslugi") é uma condecoração oficial da Federação Russa, concedida por excelência em atividades militares ou econômicas no setor marítimo. Ela foi instituída em 27 de fevereiro de 2002, por meio do Decreto Presidencial nº 245.

## Estatuto
A Ordem do Mérito Naval é concedida a cidadãos:
- por méritos no estudo, exploração e utilização do Oceano Mundial em prol da capacidade de defesa do país e do seu desenvolvimento socioeconômico;
- por méritos no desenvolvimento, produção e aplicação de novas tecnologias e equipamentos para a frota marítima da Rússia;
- por méritos na preservação, expansão, estudo e utilização da zona econômica exclusiva da Federação Russa no Oceano Mundial;
- por méritos no combate a ações ilegais de piratas e pescadores ilegais que causem danos ecológicos, econômicos e de reputação aos interesses da Federação Russa em sua zona econômica exclusiva no Oceano Mundial, bem como a navios que naveguem sob a bandeira nacional da Rússia;
- pela organização e condução bem-sucedida de exercícios e manobras navais, com pleno cumprimento das missões estabelecidas pelo comando;
- por méritos no desenvolvimento, organização da produção, construção e operação eficaz da frota civil e comercial russa moderna e de alta tecnologia.

A concessão da Ordem do Mérito Naval exige que o cidadão tenha, no mínimo, 20 anos de serviço ou atividade profissional de forma dedicada, além de possuir outras condecorações estatais da Federação Russa ou prêmios de órgãos federais de governo.
A Ordem do Mérito Naval também pode ser concedida a cidadãos estrangeiros.
A condecoração pode ser atribuída postumamente.
A Ordem do Mérito Naval é usada no lado esquerdo do peito e, quando em conjunto com outras ordens russas, é posicionada após a Ordem do Mérito Militar.
Para ocasiões especiais e uso cotidiano, existe uma versão miniatura da Ordem do Mérito Naval, que deve ser usada após a miniatura da Ordem do Mérito Militar.
No uniforme de serviço, a fita da Ordem do Mérito Naval é colocada após a fita da Ordem do Mérito Militar.
Em roupas civis, a fita é usada em formato de roseta, posicionada no lado esquerdo do peito.

## Descrição
A insígnia da Ordem do Mérito Naval é feita de prata com detalhes em esmalte. Ela tem a forma de uma cruz de quatro pontas com extremidades encurtadas em forma de raios e âncoras cruzadas sobrepostas. No medalhão central, sobre esmalte azul, há uma coroa de ramos de louro e a inscrição "Por Mérito Naval" (em russo: «За морские заслуги»; "Za morskie zaslugi"). No centro do medalhão, está o brasão de armas da Federação Russa em relevo. A distância entre as pontas da cruz é de 40 mm, e o diâmetro do medalhão é de 16 mm. No reverso da insígnia, encontra-se o número da ordem.
A insígnia é ligada por meio de uma argola a uma base pentagonal revestida com fita de seda moiré branca, com três listras longitudinais azuis ao centro. A largura da fita é de 24 mm, a largura das listras azuis é de 2 mm, e o espaço entre elas é de 3 mm.
Quando usada no uniforme, a fita é apresentada em uma barra com 8 mm de altura e 24 mm de largura.
Na versão de roseta para roupas civis, é fixada uma miniatura metálica da insígnia esmaltada, com 13 mm de distância entre as pontas da cruz e 15 mm de diâmetro total da roseta.